# Ashley Monique Clark
Pour les articles homonymes, voir Clark.
Ashley Monique Clark, née le 1er décembre 1988 à Brooklyn (New York), est une actrice américaine.

## Filmographie

### Cinéma
- 1997 : Letter to My Mother
- 1997 : Menteur menteur (Liar Liar) : une enfant de l'école
- 2003 : L'Amour n'a pas de prix (Love Don't Cost a Thing) : Aretha Johnson
- 2005 : Domino : Kee Kee Rodriguez

### Télévision

#### Séries télévisées
- 1996 : Encino Woman : une enfant de la maternelle
- 1997 : Sunset Beach (Sunset Beach) : Jaleen
- 2023 : Lessons in Chemistry : Martha Wakeley